# Formula One 06
Formula One 06 (w wersji na PlayStation 3 gra została wydana pod tytułem Formula 1 Championship Edition) – gra z serii Formula One, gier produkowanych przez Sony Computer Entertainment. Gra miała premierę 26 lipca 2006 roku na konsole PlayStation 2 i PlayStation Portable.

## Rozgrywka
W Formula One 06 została wprowadzona możliwość gry przez internet użytkowników PlayStation 2 i PlayStation Portable razem. W grze przez internet istnieje możliwość rozegrania osiemnastu wyścigów. Dla początkujących graczy przygotowano poradnik na temat, prowadzenia bolidów i właściwości torów. W grze istnieje tryb Grand Prix, gracz może rozegrać pojedynczy wyścig bez przechodzenia gry. W grze istnieje opcja Tips and Learning Centre, służy ona graczowi jako pomoc, gracz może tam trenować elementy, które sprawiają mu trudności. Tryb kiery Chief Engineer został rozbudowany. W grze gracz może modyfikować i rozbudowywać swoje bolidy. Wraz z odblokowywaniem gry zostaną odblokowane klasyczne bolidy Formuły 1. Bolidy którymi kieruje sztuczna inteligencja zachowują się realistycznie i zgodnie z prawami fizyki, w zależności od warunków pogodowych bolidy będą zachowywały się inaczej. Bolidy prowadzone przez sztuczną inteligencję mogą popełniać błędy.